# 東区 (福岡市)
東区（ひがしく）は、福岡市を構成する7区の行政区の一つである。
市内都心部に対してベッドタウンとしての色合いが濃く、福岡市の行政区の中で最も人口が多い。アイランドシティや香椎操車場跡地再開発などのプロジェクトも多く、変化が著しい。
2021年現在、政令指定都市の行政区の中では横浜市港北区に次いで全国でも2番目に人口が多い区であった。ただし浜松市中央区が発足したため2024年現在では全国で3番目となった。なお当区の人口は同じ福岡県の久留米市よりも多く、福島県最大の人口を有する郡山市や群馬県の県庁所在地である前橋市なども上回る。

## 地理
区域は地図上における方角としては福岡市の北東部および北部といえる場所だが、福岡市民は一般的に福岡市の「東側」と見なしている。博多湾沿いを区域とし、北東端部の和白地区から海の中道と呼ばれる砂州が西へ約9kmにわたって伸びている。その先には陸繋島の志賀島がある。そのため区域はちょうど博多湾を三方から囲むような形になっている。
区の南側で博多区および志免町・粕屋町に、東側で久山町に、北側で新宮町に接する。区の南部を多々良川と宇美川が流れる。区の東側、新宮町・久山町との境界部には200〜300m級の山がある。

### 主な地域
- 箱崎（はこざき）: 区の南側、博多区寄りにある地域。もと糟屋郡箱崎町。古い町並みが残っており、筑前国一の宮で旧官幣大社の筥崎宮（はこざきぐう）がある。東区役所が立地している。かつては九州大学箱崎キャンパスが存在した。西側の海は埋め立てられて箱崎埠頭という埋立地になった。
- 香椎（かしい）: 区の中央部にある地域。もと糟屋郡香椎町。区役所からは遠く離れているが、JR香椎駅や西鉄香椎駅を中心にした商業地が発達しており、東区の人の流れの中心である。また多数の高校が立地する文教地区でもあり、九州産業大学が立地している。西側にあった香椎潟は埋め立てられて香椎浜という埋立地となっており、そこには大型団地と商業施設、港湾施設等が建設された。さらに人工島、アイランドシティが埋め立てられていて、香住ヶ丘や香椎台、青葉などは有数の高級住宅地として名高い。仲哀天皇と伝説の神功皇后を祭神とした官幣大社・香椎宮（かしいぐう）がある。漫画「クッキングパパ」の舞台であり、漫画中では「花椎」と記されている。
- 千早（ちはや）: 箱崎と香椎の中間よりやや香椎寄りの地域。もと糟屋郡多々良町の一部。旧JR千早操車場跡地の再開発でJR・西鉄千早駅を中心に高層マンションや商業施設が急ピッチで建設中である。この地域は香椎新都心と呼ばれることもある。
- 和白（わじろ）: 区の北端にある地域。もと糟屋郡和白町。和白駅を中心に発達している。海寄りには和白干潟がある。
- 西戸崎（さいとざき）: 海の中道の西端部にある地域。もと糟屋郡志賀町の一部。香椎線の終点である西戸崎駅と、博多港（ベイサイドプレイス）・志賀島への市営渡船乗り場がある。戦前は石炭の積出港および輸入原油の到着港として栄えた。
- 志賀島（しかのしま）: 砂州により本土と陸続きになった陸繋島。もと糟屋郡志賀町の一部。島内にある志賀海神社は綿津見三神を祀る全国の綿津見神社の総本宮であり、「君が代」の神楽が奉納される神社である。また江戸時代には金印（漢委奴国王印）が出土した。
- 福岡アイランドシティ: 香椎浜と海の中道の間に建設された人工島。東側が「まちづくりエリア」（香椎照葉）、西側が「みなとづくりエリア」（みなと香椎）となっている。

## 歴史

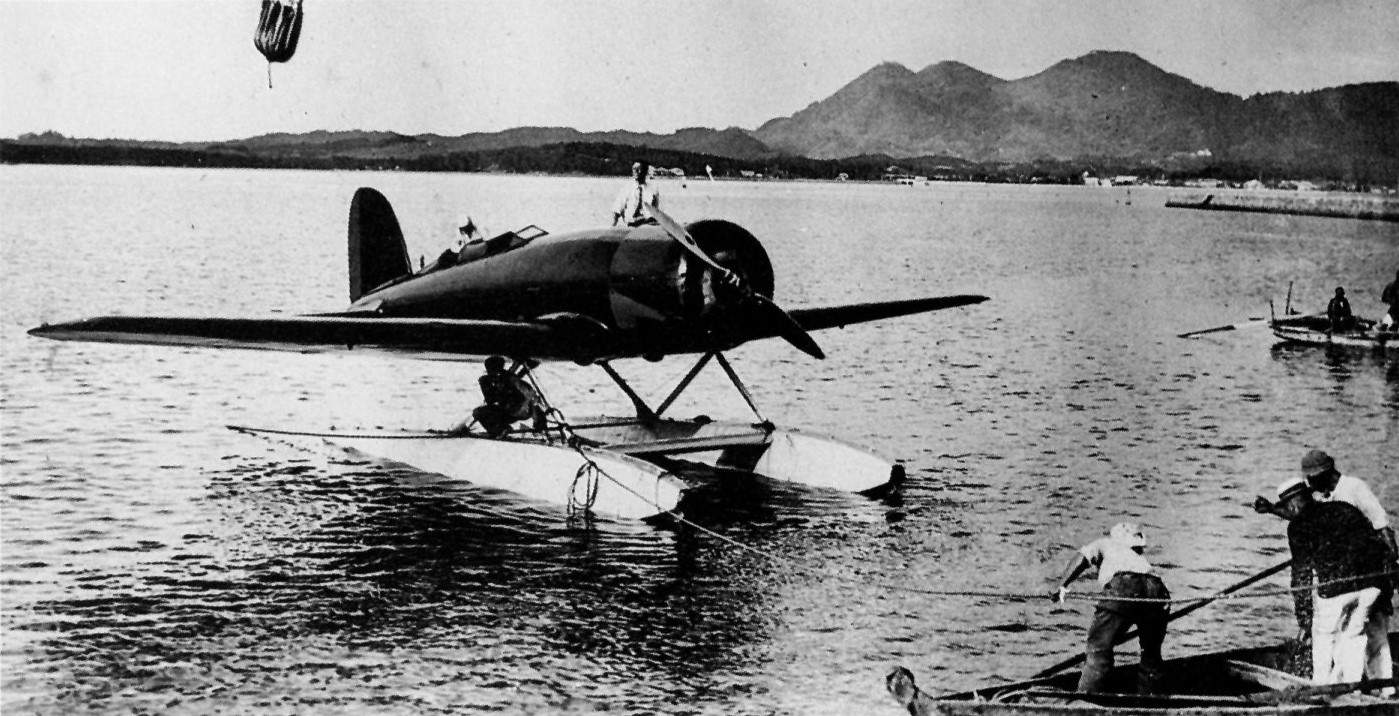
名島海岸に着水するリンドバーグ夫妻のロッキード・シリウス「チンミサトーク」号（1931年9月）

古くは「古事記」や「日本書紀」などに区内各地の逸話・伝承が登場し、また「万葉集」にも度々詠み込まれている。鎌倉時代末期には豊後の大友氏の一族が立花山城を築き、この地に影響力を持ち始めた。南北朝時代の1336年（建武3年）には九州へ落ち延びた足利尊氏らと菊池氏の間で多々良浜の戦いが行われた。安土桃山時代の1587年（天正14年）に小早川隆景が区内の名島城を本拠としたが、関ヶ原の戦い後に小早川秀秋が備前岡山へ加増移封され黒田長政が福岡へ入封した際に、立花山城並びに名島城は廃城となり石垣や櫓などは福岡城に流用された。
区域はもと筑紫郡堅粕町の一部（筑紫郡豊平村大字金平を編入したもの）・同千代町の一部（大字馬出）・糟屋郡箱崎町・香椎町・多々良町・和白町・志賀町にあたる。これらが福岡市に編入されたのち、1972年4月1日、福岡市が政令指定都市となると同時に発足し、現在に至る。
かつては、1929年（昭和4年）から運用開始された名島飛行場と1936年（昭和11年）から運用開始された雁ノ巣飛行場（福岡第一飛行場）の2つの飛行場があった。このうち名島飛行場は水上機専用であり、1931年（昭和6年）にはリンドバーグがロッキード・シリウス「チンミサトーク」号にて立ち寄っている。なお、チンミサトーク号のレプリカが東平尾公園博多の森球技場（レベルファイブスタジアム）に展示されている。

## 人口の変遷
- 1975年　180,109
- 1980年　197,197
- 1985年　218,961
- 1990年　247,356
- 1995年　261,541
- 2000年　269,307
- 2005年　274,481
- 2010年　292,199
- 2015年　306,015
- 2020年　322,503
- 2023年　329,203

## 姉妹都市・提携都市

### 国内
友好都市
- 安曇野市（長野県）[2]
  - 1994年11月3日 - 旧穂高町が友好交流推進協定締結[2]
  - 2007年2月1日 - 友好交流推進協定再締結[2]

1989年より旧穂高町が福岡市東区との交流を開始。現在の福岡市東部にあたる阿曇郷をルーツとする古代「安曇族」を縁とする。

## 地域

### 教育

#### 大学・短期大学
国立
- 九州大学箱崎地区・病院地区（馬出（）地区）　※箱崎地区は2018年秋に一部を残し伊都キャンパスへ移転

公立
- 福岡女子大学

私立
- 九州産業大学
- 九州産業大学造形短期大学部
- サイバー大学福岡キャンパス
- 福岡工業大学・短期大学
- 令和健康科学大学（2022年開校）

#### 高等学校
県立
- 福岡県立香椎高等学校
- 福岡県立香椎工業高等学校
- 福岡県立香住丘高等学校

私立
- 九州産業大学附属九州高等学校
- 博多高等学校
- 博多女子高等学校
- 福岡工業大学附属城東高等学校
- 立花高等学校

#### 中学校
市立
- 福岡市立青葉中学校
- 福岡市立箱崎中学校
- 福岡市立福岡中学校
- 福岡市立香椎第１中学校
- 福岡市立香椎第２中学校
- 福岡市立香椎第３中学校
- 福岡市立照葉中学校
- 福岡市立多々良中学校
- 福岡市立多々良中央中学校
- 福岡市立和白中学校
- 福岡市立和白丘中学校
- 福岡市立城香中学校
- 福岡市立松崎中学校
- 福岡市立箱崎清松中学校
- 福岡市立志賀中学校

私立
- 博多女子中学校

#### 小学校
市立
- 福岡市立馬出小学校
- 福岡市立筥松小学校
- 福岡市立箱崎小学校
- 福岡市立千早小学校
- 福岡市立千早西小学校
- 福岡市立香椎小学校
- 福岡市立香椎東小学校
- 福岡市立香椎浜小学校
- 福岡市立香椎下原小学校
- 福岡市立照葉小学校
- 福岡市立照葉北小学校
- 福岡市立照葉はばたき小学校
- 福岡市立香陵小学校
- 福岡市立香住丘小学校
- 福岡市立多々良小学校
- 福岡市立名島小学校
- 福岡市立東箱崎小学校
- 福岡市立和白小学校
- 福岡市立和白東小学校
- 福岡市立若宮小学校
- 福岡市立城浜小学校
- 福岡市立美和台小学校
- 福岡市立八田小学校
- 福岡市立舞松原小学校
- 福岡市立青葉小学校
- 福岡市立奈多小学校
- 福岡市立松島小学校
- 福岡市立三苫小学校
- 福岡市立西戸崎小学校
- 福岡市立志賀島小学校
- 福岡市立勝馬小学校

#### 特別支援学校
- 福岡市立東福岡特別支援学校

### 主な病院
- 九州大学病院
- 福岡市立こども病院

### 警察
- 福岡県東警察署
  - 和白交番
  - 香住ヶ丘交番
  - 香椎警部交番
  - 西戸崎交番
  - 名島交番
  - 八田警部交番
  - 小松町交番
  - 志賀島駐在所
- 福岡県博多臨港警察署（多々良川以南の港湾地域を管轄・所在地博多区）

### 消防
- 福岡市東消防署
  - 西戸崎出張所
  - 和白出張所
  - 香椎出張所
  - 多々良出張所
  - 箱崎出張所
  - 水上出張所

### 郵便局
集配局: 3局
- 福岡東郵便局、和白郵便局、新福岡郵便局

無集配局: 26局
- 上和白郵便局
- 福岡奈多郵便局
- 福岡美和台郵便局
- 福岡工業大学前郵便局
- 福岡高美台郵便局
- 西戸崎郵便局
- 志賀島郵便局
- 福岡箱崎ふ頭郵便局
- 箱崎郵便局
- 箱崎松原郵便局
- 福岡筥松郵便局
- 博多馬出郵便局
- 福岡原田郵便局
- 福岡唐原郵便局
- 福岡香住ヶ丘郵便局
- 香椎オークタウン郵便局
- 福岡香椎台郵便局
- 福岡青葉郵便局
- 福岡八田郵便局
- 福岡流通センター内郵便局
- 福岡松崎郵便局
- 福岡舞松原郵便局
- 福岡城浜郵便局
- 福岡名島郵便局
- 香椎御幸郵便局
- 福岡千早郵便局

簡易局: 1局
- 多々良簡易郵便局

出張所: 11箇所

### 文化施設
- 東市民センター・東図書館
- 福岡市和白図書館
- 福岡県立図書館
- 雁の巣レクリエーションセンター
- なみきスクエア
- 海の中道海浜公園
- アイランドシティ中央公園
- 青葉公園
- マリンワールド（水族館）

## 東区に本社を置く主要企業
- アビスパ福岡
- 音伍繊維工業
- かねふく
- コカ・コーラボトラーズジャパンホールディングス 本店
- ダイショー 福岡本社
- トライアル
- MrMax
- やまやコミュニケーションズ
- ヒラヤマ
- 日本一たい焼
- 福岡大同青果
- 福岡市東部農業協同組合

## 交通

### 鉄道
- 西日本旅客鉄道（JR西日本）
  - 山陽新幹線（区内には駅はない）
- 九州旅客鉄道（JR九州）
  - 鹿児島本線
    - 福工大前駅 - 九産大前駅 - 香椎駅 - 千早駅 - 箱崎駅

  - 香椎線
    - 西戸崎駅 - 海ノ中道駅 - 雁ノ巣駅 - 奈多駅 - 和白駅 - 香椎駅 - 香椎神宮駅 - 舞松原駅 - 土井駅

  - 篠栗線（福北ゆたか線）（区内に駅はないが吉塚駅（博多区）や柚須駅（粕屋町）が利用可能）
- 福岡市地下鉄
  - 箱崎線
    - 馬出九大病院前駅 - 箱崎宮前駅 - 箱崎九大前駅 - 貝塚駅
- 西日本鉄道（西鉄）
  - 貝塚線
    - 貝塚駅 - 名島駅 - 西鉄千早駅 - 香椎宮前駅 - 西鉄香椎駅 - 香椎花園前駅 - 唐の原駅 - 和白駅 - 三苫駅

※鉄道の駅の数は福岡市内では24駅と1番多い。

### バス
- 西日本鉄道（西鉄バス）
  - 吉塚自動車営業所
  - アイランドシティ自動車営業所
  - 土井自動車営業所
- JR九州バス
  - 直方線
    - 博多駅-箱崎駅-福丸-直方駅

### 航路
- 福岡市営渡船

### 道路

#### 高速道路・有料道路
- 九州自動車道: 福岡インターチェンジ
- 福岡高速道路
  - 福岡高速1号香椎線: 香椎東出入口 - 香椎出入口 - 香椎浜JCT - 香椎浜出入口 - 名島出入口 - 箱崎出入口 - 東浜出入口
  - 福岡高速4号粕屋線: 貝塚出入口 - 松島出入口 - 多の津出入口
  - 福岡高速6号アイランドシティ線: 香椎浜JCT - アイランドシティ出入口

#### 一般国道
- 国道3号
- 国道201号
- 国道495号

#### 県道
- 福岡県道21号福岡直方線
- 福岡県道24号福岡東環状線
- 福岡県道59号志賀島和白線
- 福岡県道504号町川原福岡線
- 福岡県道538号湊塩浜線
- 福岡県道542号志賀島循環線
- 福岡県道546号猪野土井線
- 福岡県道549号多田羅名島線
- 福岡県道550号浜新建堅粕線
- 福岡県道607号福岡篠栗線

## 観光・レジャー

### 商業
市場
- 福岡市中央卸売市場青果市場「アイランドシティ ベジフルスタジアム」

商店街
- 馬出中央商店街

主な商業施設
- ゆめタウン博多
- イオンモール香椎浜
- アイランドアイ（アイランドシティ内・複合施設）
- ブランチ福岡下原

### 史跡
- 筥崎宮
- 香椎宮
- 志賀海神社
- 翁別神社: 武内宿禰を祀る神社
- 名島城址
- 名島の檣石（帆柱石）
- 元寇防塁
- 舞松原古墳
- 不老水（日本名水100選） - 実際に不老不死の薬効のある湧水が出ているわけではない。

- 筥崎宮
- 香椎宮
- 志賀海神社
- 名島城址
- 不老水
- 名島の檣石（帆柱石）

### 遊園地・公園
- 西鉄香椎花園（2021年12月30日閉園[3]）
- 国営海の中道海浜公園
- マリンワールド海の中道

- 西鉄香椎花園
- 海の中道海浜公園

### その他
- 西戸崎シーサイドカントリークラブ
- 休暇村志賀島

### 祭事・催事
- 筥崎宮
  - 玉せせり: 1月3日
  - 放生会: 9月

## 出身有名人
- 松本治一郎 - 政治家・実業家
- 田中カ子 - 世界最高齢者
- 箱島信一 - 実業家、朝日新聞社元社長
- 大隅良典 - 生物学者
- 財津和夫 - 歌手、バンド「チューリップ」リーダー
- 橋本せつ子 - セルシード社長
- 谷亮子 - 柔道選手・参議院議員
- 篠原貴行 - 元プロ野球選手
- なかやまきんに君 - お笑い芸人
- 定岡卓摩 - 元プロ野球選手
- 吉川光夫 - プロ野球選手
- 辰見鴻之介 - プロ野球選手
- 田中れいな - 歌手、バンド「LoVendoЯ」リーダー、アイドルグループ「モーニング娘。」元メンバー
- 笠川永太 - 元プロサッカー選手
- 福山翔大 - 俳優
- さユり - シンガーソングライター
- 与田祐希 - アイドルグループ「乃木坂46」メンバー